# Biblioteca de Obras e Arquivos Tibetanos

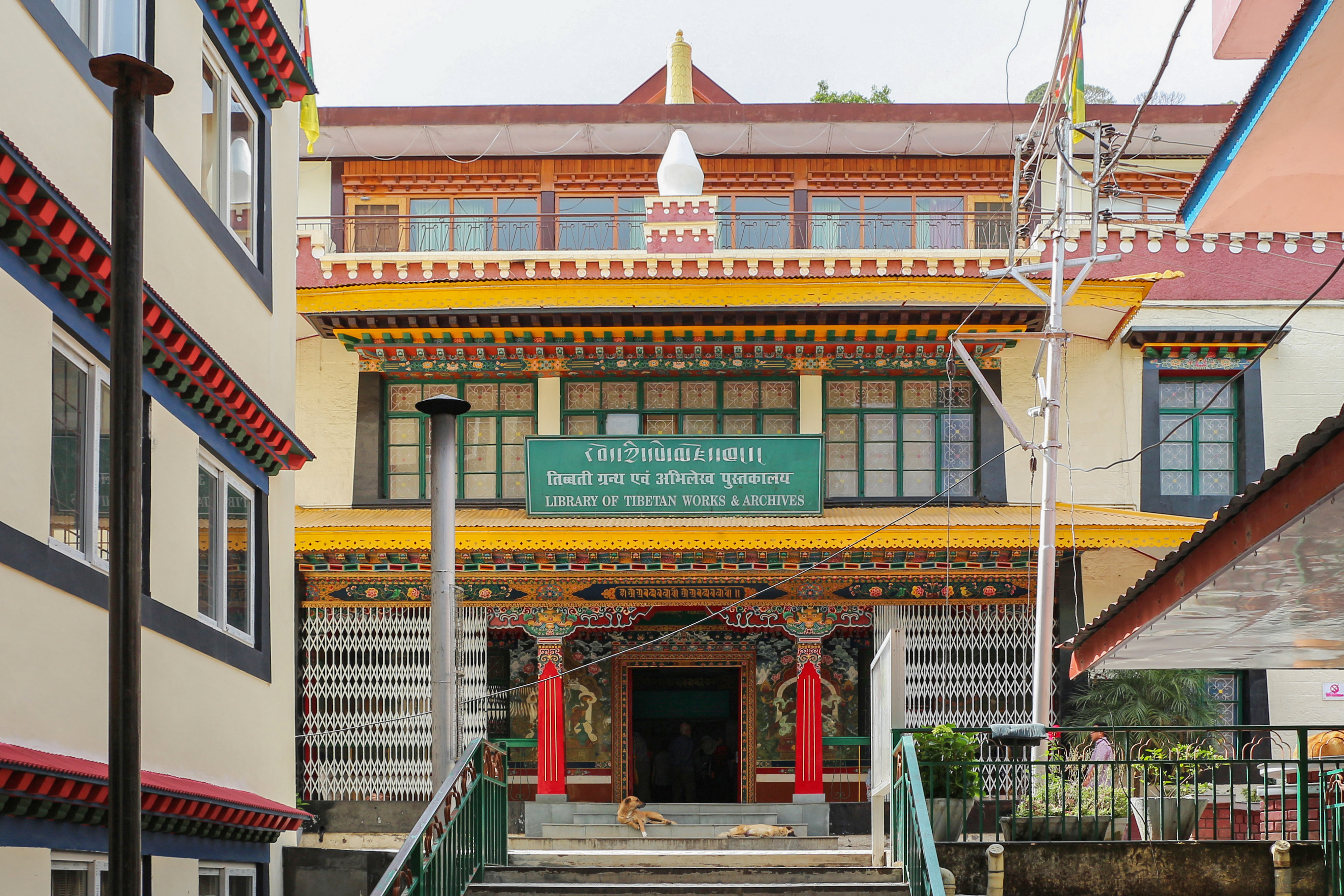
Biblioteca de Obras e Arquivos Tibetanos

A Biblioteca de Obras e Arquivos Tibetanos é uma biblioteca tibetana em Dharamshala, Índia. A biblioteca foi fundada por Tenzin Gyatso, o 14º Dalai Lama, em 11 de junho de 1970, e é considerada uma das mais importantes bibliotecas e instituições de obras tibetanas do mundo.
A biblioteca contém fontes que foram transferidas do Tibete durante a fuga de 1959, incluindo importantes manuscritos budistas tibetanos e arquivos relacionados com a história, política, cultura e até arte do Tibete. Possui mais de 80.000 manuscritos, livros e documentos; mais de 600 thangkas, estátuas e outros artefactos da herança budista; 10.000 fotografias; e muitos outros materiais.
Os diretores incluíram Geshe Lhakdor, e Geshe Sonam Rinchen também foi um académico residente.

O segundo andar da biblioteca contém um museu (inaugurado em 1974) contendo artefactos notáveis e itens que datam do século XII.